# Naomi Ōzora
Naomi Ōzora (大空 直美 Ōzora Naomi?, nació el 4 de febrero de 1989) es una seiyū de la Prefectura de Osaka. Ella está afiliada con Aoni Production.

## Filmografía

### Anime
2013
- Noucome – Yuragi Hakoniwa[1]
- Servant × Service – Seller Girl
- Tanken Driland: Sennen no Mahō – Amuze

2014
- Inari, Konkon, Koi Iroha – Inari[2]
- Marvel Disk Wars: The Avengers – Jessica Shannon
- Sega Hard Girls – SG-1000 II

2015
- The Idolmaster Cinderella Girls – Chieri Ogata
- Triage X – Hinako Kominato

2016
- Maho Girls PreCure! – Cissy
- Sōshin Shōjo Matoi – Yuma Kusanagi
- Momokuri – Norika Mizuyama
- Sailor Moon Crystal – Tellu / Lulu Teruno

2017
- Gabriel DropOut – Satanichia McDowell Kurumizawa
- Tsugumomo – Kiriha
- Nyanko Days – Azumi Shiratori
- Kemono Friends – Black-tailed Prairie Dog (ep. 5, 7, 12)
- One Piece – Charlotte Ananá

2018
- Chio's School Road – Chio Miyamo
- Uma Musume Pretty Derby - Tamamo Cross

2019
- Watashi ni Tenshi ga Maiorita! – Kanon Konomori

2020
- Tsugu Tsugumomo – Kiriha[3]
- Uzaki-chan wa Asobitai! – Hana Uzaki[4]
- Maesetsu! – Mafuyu Kogarashi

2021
- Tenchi souzou design-bu – Meido[5]
- World Trigger Season 2 – Maori Hosoi[6]
- Bokutachi no Remake – Keiko Tomioka[7]
- Jahy-sama wa Kujikenai! – Jahy[8]
- Shin no Nakama ja Nai to Yuusha no Party wo Oidasareta node, Henkyou de Slow Life suru Koto ni Shimashita – Ruti[9]

2025
- Uma Musume Cinderella Gray - Tamamo Cross

### Videojuegos
2018
- Magia Record – Himika Mao

2019
- Dead or Alive Xtreme Venus Vacation – Kanna